# ビューティ・クイーン・オブ・リーナン
『ビューティ・クイーン・オブ・リーナン』(英語: The Beauty Queen of Leenane、別タイトル『ビューティ・クイーン・オブ・リナーン』及び『ビューティークィーン・オブ・リーナン』)は1996年に劇作家マーティン・マクドナーが発表したブラックコメディである。タイトルの"beauty queen"はミス・コンテストの優勝者などを指す言葉で、「リーナン一の美女」あるいは「ミス・リーナン」のような意味である。『コネマラの骸骨』及び『ロンサム・ウェスト』とあわせてマクドナーの「リーナン三部作」(コネマラ三部作と呼ばれることもある)を構成する。
アイルランド、ゴールウェイでドルイド・シアター・カンパニーにより初演された。ロンドンのウエスト・エンドとオフ・ブロードウェイでも上演され、成功をおさめた。
ロンドンでの上演がローレンス・オリヴィエ賞の最優秀戯曲賞にノミネートされた他、1998年のブロードウェイ上演はトニー賞で6部門にノミネートされ、演劇主演女優賞、最優秀助演男優賞、最優秀助演女優賞、最優秀演劇演出賞の4部門で受賞した。

## 登場人物
- モーリーン・フォラン…リーナンに住む40代の独身女性
- マグ・フォラン…モーリーンの老母
- レイ・ドゥーリー…近所に住む十代の少年
- パト・ドゥーリー…レイの兄

## あらすじ
1990年代初頭、アイルランドのコネマラにある村リーナンが舞台である。40歳の未婚女性モーリーン・フォランは70歳の母マグの世話をしながら暮らしている。モーリーンが外出している間に近所の若者レイ・ドゥーリーがフォラン家にやって来て、アメリカから帰ってきているおじのお別れパーティにふたりの女性を招待する。マグがこのメッセージを覚えておけないと思ったレイは、モーリーンのためメモを残す。レイが出ていくとすぐ、マグはメモをストーブにくべて焼いてしまう。モーリーンが帰ってきて、まるでまったく動けないかのように自分に頼ってばかりだと母を叱る。背中が悪く、手に火傷があるにもかかわらず、モーリーンはマグは自分でもっといろいろなことがでいると考えている。モーリーンは既にパーティのことを外で帰る途中にすれ違ったレイから聞いていたため、マグが嘘つきだと言って罰として塊だらけのコンプラン(粉末栄養剤の一種)を飲ませる。
モーリーンは処女で今までふたりの男性としかキスしたことがなかった。モーリーンはパーティに出るため新しいドレスを買う。パーティの後、モーリーンはレイの兄パトを家に連れてくる。パトは主にリヴァプールで暮らしている建設労働者だが、リヴァプールでもリーナンでも不幸である。パトは、知り合って20年間ほとんどモーリーンと話したこともなかったが、実は秘密で長いことモーリーンのことを「リーナン一の美女」だと思っていたと打ち明ける。モーリーンはパトを寝室に連れて行く。
朝になり、マグは自分の溲瓶の中身を台所のシンクにあける。これは毎日マグがモーリーンに嫌がらせをするためにやっている習慣である。パトが寝室から現れ、ショックを受けているマグのため朝食の準備をし、モーリーンがこっそり出ていかないよう頼んだのだと言う。それからモーリーンが下着姿で現れ、マグの前でパトとの親密さを見せびらかす。怒ったマグは、モーリーンが自分の手に熱した油をかけて火傷をさせたと責め、モーリーンがイングランドの「気違い病院」から出られるようサインして法的に引き取ったのは実は自分だと明かす。マグがこれを証明する書類を探しに行った後、モーリーンはパトに、マグは自分だけで料理をしようとして火傷をしたのだと言うが、一方で15年前、イングランドで清掃人として働いていた時、イングランド人の同僚からのいじめに耐えられず神経衰弱になったのだと認める。モーリーンは、マグは時々、娘は現実と区別できないだろうと思って過去のことについてウソを言うのだと主張する。パトは同情し、モーリーンに対する気持ちは変わらないという。しかしながら、パトがモーリーンに寒くならないよう服を着ようと促すと、モーリーンは自分の外見について不安になり、かんしゃくを起こす。マグが文書を持って戻ってくるが、パトはそれを無視し、動揺しているモーリーンに手紙を書くと告げて出て行く。
少し後、パトがロンドンから手紙を書き、モーリーンにボストンに住むアメリカのおじのために働くつもりで、できるだけすぐにモーリーンにも来て欲しいと伝える。手紙から、一緒にいた時パトはモーリーンとセックスできなかったことがわかるが、あれは飲み過ぎのせいだったとパトは述べる。パトは自分のお別れパーティがあるということも伝える。パトは、モーリーンの手に直接渡すようにという明確な指示をつけて手紙をレイに送る。しかしながらレイがフォラン家を訪れるとモーリーンはいなかった。マグは、子どもの頃にフォラン家の庭に落ちたボールをモーリーンが返さなかったことや、最近通りで会ってもモーリーンが無視することに対するレイの恨みにつけこみ、レイを説得して手紙を置いていかせる。レイが出て行った後、マグは手紙を読んで燃やす。
パトのお別れパーティの夜、モーリーンはパトの将来の計画のことを知ってはいるが、自分たちの関係を続けることには興味がないのだろうと考えていた。しかしながら、モーリーンはマグに、関係が終わったのは自分からしたことだと告げる。モーリーンがセックスのことを話し続けようとした時、マグはモーリーンをからかい、うっかりパトの勃起不全について知っていると漏らしてしまう。これを聞いたモーリーンはマグに熱い油をかけて拷問し、手紙の存在と中身を吐かせる。床の上をはいずって苦しむマグを放置し、モーリーンはすぐドレスを着てパーティに向かう。
モーリーンは真夜中過ぎに戻り、動かないマグに、出発直前に鉄道的でパトをつかまえて互いの関係を再確認したと告げる。場面の終わりに、マグは死んで床に崩れ落ちる。モーリーンは火かき棒でマグの頭を殴っていた。
一ヶ月後、検死でモーリーンは放免となり、マグの葬儀が行われる。レイがやってきてパトからの伝言を伝える。しかしながら、モーリーンはパトとの再会を空想していただけだったということがすぐに明らかになる。本当は、パトはモーリーンには会わずにタクシーで出発したのであった。今ではパーティで踊った他の女性と婚約している。モーリーンはレイに、パトあてに「リーナン一の美女が『さよなら』と言ってる」という伝言を伝えてくれと頼む。レイはなくしたボールを見つけ、持って帰る。家にひとりで残され、モーリーンはマグのセーターを着て、母にそっくりの様子でロッキングチェアに座る。

## 上演

### 英語での上演

#### 初演
1996年2月1日、ゴールウェイのタウンホール劇場でギャリー・ハインズが演出をつとめ、ドルイド・シアター・カンパニーが初演を行った。その後にロングフォード、キルケニー、リムリックをツアーし、1996年2月29日にロンドンのウェスト・エンドにあるロイヤル・コート劇場での上演を開始した。 
ドルイド・シアター・カンパニーの上演はその後にアイルランドに戻り、より広い地域を対象とする全国ツアーを開始した。トラリー、デリー、アラン諸島、リーナンなどを巡回した。1996年11月29日にロンドンに戻ってデューク・オヴ・ヨーク劇場で再演され、数ヶ月上演が続いた。この上演は、1996年のローレンス・オリヴィエ賞でBBC最優秀戯曲賞の候補になっている。 
1997年より、ドルイド・シアター・カンパニーは、マクドナーの他の二作とあわせたリーナン三部作をアイルランド及びイギリスのツアーで上演した。ダブリンのオリンピア劇場で上演された他、再びロンドンのロイヤル・コート劇場で1997年の7月から9月まで上演された。
1998年2月11日からオフ・ブロードウェイでアメリカ初演が始まり、アトランティック・シアター・カンパニーがリンダ・グロス劇場で上演した。1998年4月14日よりブロードウェイのウォルター・カー劇場に引っ越した。本上演はトニー賞で6部門にノミネートされ、演劇主演女優賞(マリー・マレン)、助演男優賞(トム・マーフィ)、助演女優賞(アンナ・マナハン)、演劇演出賞(ギャリー・ハインズ)の4部門で受賞した。演劇作品賞及び助演男優賞(ブライアン・F・オバーン)もノミネートを受けたが受賞はしなかった。トニー賞の演出部門で女性演出家が受賞したのはこれが初めてであった。この他、1998年のドラマ・デスク・アワードで演劇作品賞を受賞し、マリー・マレンは演劇女優賞候補となった。1998年のドラマ・リーク賞の最優秀戯曲賞、ルシール・ローテル賞の最優秀戯曲賞、アウター・クリティックス・サークル賞の最優秀ブロードウェイ戯曲賞を受賞し、ニューヨーク演劇批評家協会賞の最優秀戯曲賞候補にもなった。
1998年及び1999年にはオーストラリアでも上演された。1999年のオーストラリアでの上演はギャリー・ハインズ演出によるロイヤル・コート劇場のカンパニーのツアーであり、アデレード・フェスティヴァル・センターで5月から6月にかけて、ワーフ1で7月に上演された。

#### 2010年ロンドン再演
2010年にウエスト・エンドのヤング・ヴィクで、アイルランド人の女優ロザリン・リネハン主演で再演された。この上演はダブリンのゲイエティ劇場に引っ越した後、ヤング・ヴィクに戻って2011年9月まで上演された。 

#### 2016-2017年の再演
ドルイド・シアター・カンパニーが2016-2017年のシーズンで再演を行った。初演同様ギャリー・ハインズ演出、マグ役にマリー・マレン、モーリーン役がアシュリング・オサリヴァン、レイ役がアーロン・モナハン、パト役がマーティ・レイで、2016年9月にゴールウェイのタウンホール劇場で上演が始まった。その後にコークのエヴリマン劇場、リムリックのライムトリー劇場、ダブリンのゲイエティ劇場を巡回した。その後、2016年11月よりアメリカツアーが始まった。11月にはカリフォルニア州ロサンゼルスのマーク・テイパー・フォーラムで上演された。2017年1月11日から2月5日まではニューヨークのブルックリン・アカデミー・オヴ・ミュージックで上演された。その後、アイルランドに戻り、ダブリンのゲイエティ劇場で上演された。

### 日本語版
2004年に演劇集団円が『ビューティークィーン・オブ・リーナン』として、岸田良二演出、芦沢みどり訳、マグ役が有田麻里、モーリーン役が立石凉子でシアターＸにて上演を行った。本上演は「母娘の暮らしの閉塞」を重視した作りであると評されている。立石は本作及び『エレファント・バニッシュ』の演技で第39回紀伊國屋演劇賞を受賞している。演劇集団円は本作と『Life×3』で湯浅芳子賞を受賞している。
2007年に『ビューティ・クイーン・オブ・リナーン』として、長塚圭史が演出、目黒条翻訳、大竹しのぶがモーリーン役、白石加代子がマグ役、田中哲司がパト役を演じ、PARCO劇場で上演された。レイ役は黒田勇樹が演じる予定であったが、急病で降板し、長塚が演じた。長塚は本作について「救いのない話だけど、ここにはウソのない世界がある」と述べている。大竹と白石が本格的に共演したのはほぼ初めてであり、二人の演技が高い評価を受けた。本作は陽性でユーモアを強調した上演であったと評されている。
2017年にThe Beauty Queen of Leenane(『ビューティ・クイーン・オブ・リーナン』)として小川絵梨子が演出・翻訳、那須佐代子がモーリーン役、鷲尾真知子がマグ役、吉原光夫がパト役、内藤栄一がレイ役で、シアター風姿花伝で上演された。中嶋しゅうが企画していたプロジェクトを、中嶋の死去にあたって他のメンバーが引き継いだものである。

## 評価
本作は非常に成功した作品である。演出家のギャリー・ハインズは研究者のパトリック・ロナガンに対して映画『脱出』を引き合いに出し、本作は「農村の文化」が残っている場所であればどこでも理解されうる作品だと述べている。

## 戯曲の刊行情報
※2018年1月時点で、日本語訳は刊行されていない。
- McDonagh, Martin (1998). Beauty Queen of Leenane & Other Plays. New York: Vintage Books. p. 259p. ISBN 0-375-70487-6